# Шубино (городское поселение Богородское)
Шубино — деревня в Сергиево-Посадском районе Московской области России, входит в состав городского поселения Богородское.

## Население
| 1761 | 1835 | 1850 | 1857 | 1859 | 1895 | 1905 | 1926 |
| ---- | ---- | ---- | ---- | ---- | ---- | ---- | ---- |
| 60   | ↗161 | ↗175 | ↗176 | ↘147 | ↗216 | ↗226 | ↗298 |
| 2002 | 2006 | 2010 |      |      |      |      |      |
| ↘14  | ↘8   | ↘5   |      |      |      |      |      |

## География
Деревня Шубино расположена на севере Московской области, в центральной части Сергиево-Посадского района, примерно в 69 км к северу от Московской кольцевой автодороги и 18 км к северу от станции Сергиев Посад Ярославского направления Московской железной дороги, у истока впадающей в Кунью реки Вокши.
В 13,5 км восточнее деревни проходит Ярославское шоссе М8, в 9 км к юго-западу — Московское большое кольцо А108, в 30 км к западу — автодорога Р112. Ближайший населённый пункт — село Иудино и посёлок Реммаш.

## История
В «Списке населённых мест» 1862 года — казённая деревня 2-го стана Александровского уезда Владимирской губернии по правую сторону Угличского просёлочного тракта от границы Дмитровского уезда к Переяславскому, в 35 верстах от уездного города и 10 верстах от становой квартиры, при колодцах, с 25 дворами и 147 жителями (74 мужчины, 73 женщины).
По данным на 1895 год — деревня Рогачёвской волости Александровского уезда с 216 жителями (113 мужчин, 103 женщины). Основным промыслом населения являлось хлебопашество, в зимнее время женщины и подростки занимались размоткой шёлка и клеением гильз, 31 человек уезжал в качестве прислуги и фабричных рабочих на отхожий промысел в Сергиевский посад и по Александровскому уезду.
По материалам Всесоюзной переписи населения 1926 года — деревня Васильковского сельсовета Рогачёвской волости Сергиевского уезда Московской губернии в 2,1 км от Угличско-Сергиевского шоссе и 12,8 км от станции Бужаниново Северной железной дороги; проживало 298 человек (139 мужчин, 159 женщин), насчитывалось 65 хозяйств (63 крестьянских).
С 1929 года — населённый пункт Московской области в составе:
- Мишутинского сельсовета Сергиевского района (1929—1930)[14],
- Мишутинского сельсовета Загорского района (1930—1963, 1965—1991)[15][16],
- Мишутинского сельсовета Мытищинского укрупнённого сельского района (1963—1965)[15][16],
- Мишутинского сельсовета Сергиево-Посадского района (1991—1994)[16],
- Мишутинского сельского округа Сергиево-Посадского района (1994—2006)[17],
- городского поселения Богородское Сергиево-Посадского района (2006 — н. в.)[18][19].